# Зубейко, Евгений Анатольевич
Евге́ний Анато́льевич Зубе́йко (укр. Євген Анатолійович Зубейко; род. 30 сентября 1989[…], Артёмовск, Донецкая область) — украинский футболист, защитник

## Карьера

### Клубная
Воспитанник УФК (Днепропетровск). Первый тренер — Г. В. Прийменко (ДЮСШ «Шахтёр» Донецк). С июля 2008 по декабрь 2014 года выступал в одесском «Черноморце». 29 декабря 2014 года перешёл в состав клуба российской ФНЛ «Тосно». Покинул клуб в июне 2015 года.

### В сборной
14 мая 2014 года главным тренером Михаилом Фоменко был впервые вызван на учебно-подготовительный сбор в составе национальной сборной Украины.

## Достижения
- Финалист Кубка Украины: 2012/13